# إيمي ناكاجيما
إيمي ناكاجيما (中島 依美) (27 سبتمبر 1990 في شيغا في اليابان – )؛ هي لاعبة كرة قدم كانت تلعب كلاعب وسط. ولعبت مع منتخب اليابان لكرة القدم للسيدات.

## وصلات خارجية
- إيمي ناكاجيما على موقع الاتحاد الدولي (مؤرشف)  (الإنجليزية)
- إيمي ناكاجيما على موقع قاعدة بيانات كرة القدم.إي يو (الإنجليزية)
- إيمي ناكاجيما على موقع Soccerway.com (الإنجليزية)
- إيمي ناكاجيما على موقع عالم كرة القدم.نت (الإنجليزية)
- إيمي ناكاجيما على موقع أوليمبيديا (الإنجليزية)